# Ste-Madeleine (Châteaugiron)

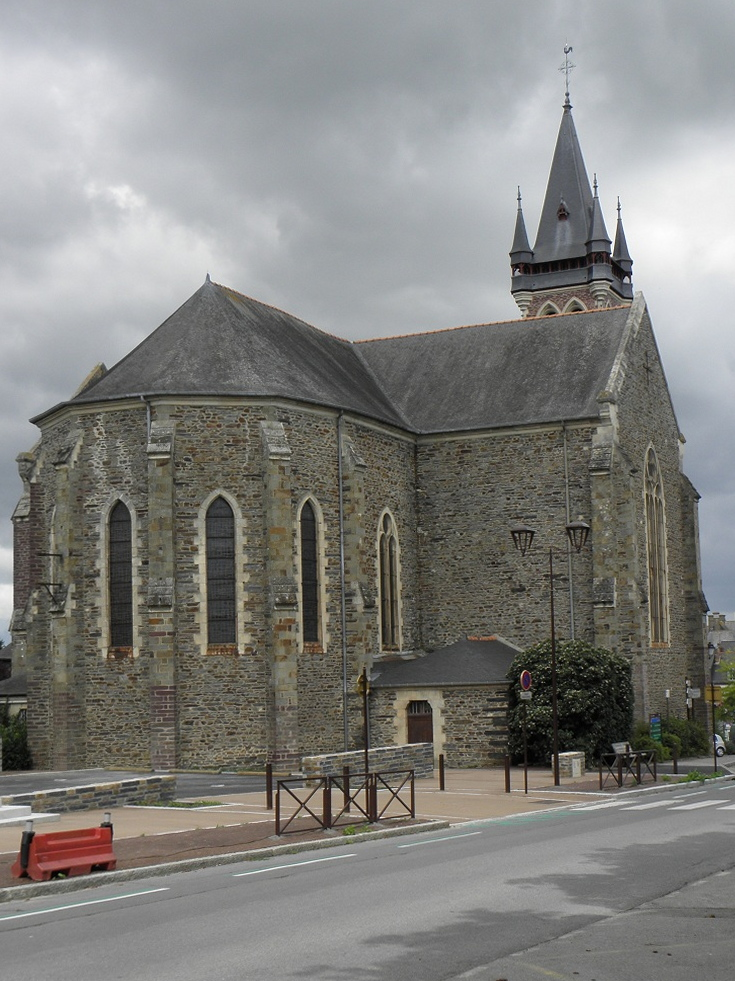
Kirche Ste-Madeleine in Châteaugiron

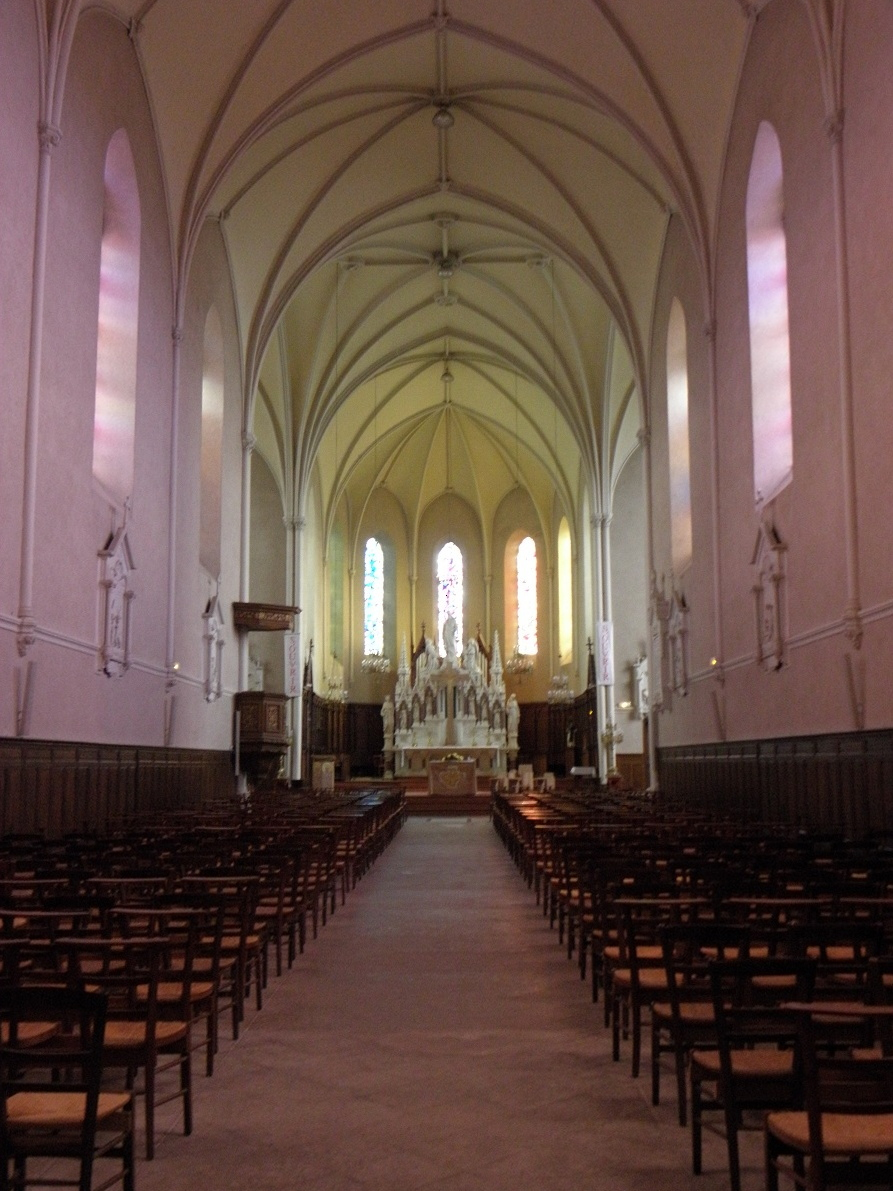
Innenansicht

Die katholische Pfarrkirche Ste-Madeleine in Châteaugiron, einer französischen Gemeinde im Département Ille-et-Vilaine in der Region Bretagne, wurde 1864 errichtet. Die der heiligen Maria Magdalena geweihte Kirche wurde nach Plänen des Architekten Aristide Tourneux im neugotischen Stil erbaut.
Die Saalkirche wird von einem Kreuzrippengewölbe aus Ziegelstein gedeckt. Die Außernmauern sind aus Schieferbruchstein und die Strebepfeiler sowie Fenster- und Türumrandungen aus Granit. Der Glockenturm wurde 1912 aus Kalksteinmauerwerk erneuert.